# Campeonato Sudamericano de Clubes de Rugby 1999
El  Campeonato Sudamericano de Clubes de Rugby de 1999 fue la séptima edición del torneo sudamericano de rugby de clubes campeones.

## Participantes
| Liga                              | Ganador                    |
| --------------------------------- | -------------------------- |
| Torneo Nacional de Clubes 1998    | Club San Cirano y San Luis |
| Campeonato Central de Rugby 1998  | Universidad Católica       |
| Campeonato Uruguayo de Rugby 1998 | Carrasco Polo              |

## Desarrollo

#### Semifinal
| 10 de febrero de 1999 | Club San Cirano | 69 - 10 | Universidad Católica |  |  |

| 10 de febrero de 1999 | Carrasco Polo | 25 - 23 | San Luis |  |  |

#### Final
| 13 de febrero de 1999 | Club San Cirano | 16 - 15 | Carrasco Polo |  |  |
|                       |                 | Reporte |               |  |  |

| Bandera de Argentina    |
| Campeón Club San Cirano |
| Primer título           |